# ماكسيميليان ناغل
ماكسيميليان ناغل (بالألمانية: Maximilian Nagel)‏ هو عالم عقيدة ألماني، ولد في 29 نوفمبر 1747 في آلتدورف باي نورنبرغ في ألمانيا، وتوفي بنفس المكان في 20 يناير 1772.